# 泰兴廷
泰兴廷是德国梅克伦堡-前波美拉尼亚州的一个市镇。总面积41.42平方公里，总人口704人，其中男性380人，女性324人（2011年12月31日），人口密度17人/平方公里。